# Буртин (село)
Бу́ртин (укр. Буртин) — село в Шепетовском районе Хмельницкой области Украины.

## География
Расположено на северо-востоке Хмельницкой области. Занимает площадь 3,08 км². На северо-западной окраине села находится исток реки Смолки, левого притока Случи.

## История
Село основано в 1815 году.

## Население
Население села по переписи 2001 года составляло 904 человека.

## Местный совет
Село Буртин — административный центр Буртинского сельского совета.
Адрес местного совета: 30510, Хмельницкая область, Полонский район, с. Буртин, ул. Победы, 28.